# Chereas octomaculata
Chereas octomaculata är en skalbaggsart som först beskrevs av Jean Baptiste Lucien Buquet 1857.  Chereas octomaculata ingår i släktet Chereas och familjen långhorningar. Inga underarter finns listade i Catalogue of Life.